# Josema López
José Manuel López Echeverria (Hernani, Guipúzcoa, 16 de enero de 1969) es un exfutbolista español que se desempeñaba como defensa.

## Clubes
| Club                | País                | Año                 | Partidos | Goles |
| ------------------- | ------------------- | ------------------- | -------- | ----- |
| Alavés              | España              | 1990-1991           | 42       | 1     |
| Bilbao Athletic     | España              | 1991-1993           | 68       | 4     |
| Salamanca           | España              | 1994-1996           | 104      | 3     |
| Celta de Vigo       | España              | 1996-1999           | 63       | 0     |
| Osasuna             | España              | 1999-2001           | 15       | 0     |
| Total en su carrera | Total en su carrera | Total en su carrera | 292      | 8     |

## Palmarés
| Título                      | Club      | País   | Año  |
| --------------------------- | --------- | ------ | ---- |
| Segunda División B Española | Salamanca | España | 1994 |